# صوفيا وايلي
صوفيا وايلي (7 يناير 2004-) هي ممثلة وراقصة أمريكية، عرفت بدور (بوفي دريسكول) في مسلسل ديزني الكوميدي الدرامي (أندي ماك). ولعبت دور (كوري بيلي) في الفيلم الأسترالي (بلاك أوف ذا نت)، و (ريري ويليامز) في فيلم الرسوم المتحركة (مارفل رايزينق)، ومن المخطط أن تلعب دور البطولة في المسلسل القادم دور البطولة في مسلسل (شوك)و مسلسل (هاي سكول ميوزيكال: ذا ميوزيكال: ذا سيريس) القادم على قناة ديزني وخدمة البث على الإنترنت ديزني+.

## الحياة الشخصية
وُلدت ويلي في سكوتسديل بولاية أريزونا ونشأت في ترامونتو لأبوين هما كريس وآيمي. تملك ويلي أختًا أخت أكبر سنًا تدعى إيزابيلا «بيلا»، التي ظهرت في حلقة من البرنامج الواقعي (تشيبد جونيور) وفازت بها. مارست ويلي الرقص منذ أن كانت في الخامسة، كما تدربت على التمثيل في مركز تدريب المدينة الثانية في هوليوود، كاليفورنيا.

## المسيرة المهنية
بدأت ويلي مسيرتها في مجال الرقص، حيث ظهرت للمرة الأولى في برنامج (إذا تعتقد أنك تستطيع الرقص) عام 2011 و2016. كما ظهرت في برنامج (أمريكا غوت تالنت) 2015. وقامت بأداء جولة حول العالم لجاستن بيبر. في عام 2017 بدأت سلسلة (فور كي دانس) على الإنترنت مع رقصات يوتا أثناء تصوير فيلم (اندي ماك). وفي عام 2019 بدأت سلسلة الرقص التعليمية بعنوان (الرقص مع صوفيا ويلي) على تطبيق IGTV.
في عام 2016 تم إعلان أن صوفيا ستلعب دور (بوفي دريسكول)، الشخصية الرئيسية وواحدة من أفضل أصدقاء Andi في مسلسل قناة ديزني (اندي ماك). وقدمت ويلي فيلمها الأول لاعبة دور (كوري بيلي) في الفيلم الأسترالي لعام 2019 (باك أوف ذا نت) الذي كان له إصدار مسرحي في أستراليا وبث على قناة ديزني في الولايات المتحدة. كما سجلت دور (ريري ويليامز) في فيلم الرسوم المتحركة التلفزيوني (مارفل ريزينق: هارت أوف ايرون)، الذي بث على Disney XD. في 15 فبراير 2019 تم الإعلان عن أنها ستلعب دور (جينا) بورتر في سلسلة Disney + القادمة (هاي سكول ميوزيكال: ذا ميوزيكال: ذا سيريس). وستكون السلسلة متاحة في نوفمبر. وأعلن في أغسطس عن أن صوفيا ستلعب دور (ميا) في مسلسل (شوك) وهو مسلسل ويب قصير يعرض على YouTube على قناة ديزني في سبتمبر.
قدمت وايلي أول أغنية لها «جنبًا إلى جنب» من أجل سلسلة (مارفل ريزينق-تشيزينق غوستس) في يناير 2019.
في مارس 2019 أطلقت وايلي شركة إنتاج (AIFOS)، ومن المقرر أن تعدل رواية (ذا فال أوف انسينس) لـ جيري توريس سانشيز، كأول مشروع لها. وفي يونيو 2019 وقعت وايلي مع وكالة المواهب المتحدة.

## فيلموغرافيا

### أفلام
| عام  | عنوان         | وظيفة     | ملاحظات | Ref.  |
| ---- | ------------- | --------- | ------- | ----- |
| 2019 | باك أوف ذا نت | كوري بيلي |         | [ 9 ] |

### التلفزيون
| عام        | عنوان                                        | وظيفة                    | ملاحظات                | Ref.   |
| ---------- | -------------------------------------------- | ------------------------ | ---------------------- | ------ |
| 2011، 2016 | إذا تعتقد انك تستطيع الرقص                   | نفسها                    | راقصة؛ 2 حلقة          |        |
| 2015       | مواهب امريكية                                | نفسها                    | راقصة؛ 1 حلقة          |        |
| 2017       | نيكي ، ريكي ، ديكي & الفجر                   | يونيو                    | 3 حلقات                | [ 1 ]  |
| 2017-2019  | اندي ماك                                     | بوفي دريسكول             | دور أساسي              | [ 2 ]  |
| 2019       | معجزة الارتفاع: قلب الحديد                   | إيرن هارت / ريري ويليامز | دور صوتي فيلم تلفزيوني | [ 11 ] |
| 2019       | High School Musical: The Musical: The Series | جينا بورتر               | دور أساسي              | [ 12 ] |

### الإنترنت
| عام  | عنوان                          | وظيفة                    | ملاحظات      | Ref.   |
| ---- | ------------------------------ | ------------------------ | ------------ | ------ |
| 2019 | معجزة الارتفاع: معركة العصابات | إيرن هارت / ريري ويليامز | دور صوتي خاص |        |
| 2019 | اهتز                           | ميا بروكس                | دور أساسي    | [ 13 ] |